# Đường Hào (phường)
Đường Hào là một phường thuộc tỉnh Hưng Yên, Việt Nam.

## Địa lý
Phường Đường Hào nằm ở phía bắc của tỉnh Hưng Yên, có vị trí địa lý:
- Phía đông giáp xã Kẻ Sặt và xã Đường An của thành phố Hải Phòng.
- Phía tây giáp xã Nguyễn Văn Linh và xã Yên Mỹ.
- Phía nam giáp xã Phạm Ngũ Lão.
- Phía bắc và đông bắc lần lượt giáp phường Mỹ Hào và phường Thượng Hồng.

## Lịch sử
Ngày 16 tháng 6 năm 2025, Ủy ban Thường vụ Quốc hội ban hành Nghị quyết số 1666/NQ-UBTVQH15 về việc sắp xếp các đơn vị hành chính cấp xã của tỉnh Hưng Yên năm 2025. Theo đó, sắp xếp toàn bộ diện tích tự nhiên, quy mô dân số của phường Dị Sử, phường Phùng Chí Kiên và các xã Xuân Dục, Hưng Long, Ngọc Lâm thành phường mới có tên gọi là phường Đường Hào.